# Linnéplatsen
A Linnéplatsen (LITERALMENTE Praça de Lineu) é uma praça da cidade de Gotemburgo, na Suécia.
Está situada no fim da rua Linnégatan e no início do parque Slottsskogen. 

Pertence ao bairro de Olivedal, na freguesia de Majorna-Linné. 